# Kizilyurt
Huyện Kizilyurt (tiếng Nga: ? райо́н) là một huyện hành chính tự quản (raion), của Dagestan, Nga. Huyện có diện tích 4 km², dân số thời điểm ngày 1 tháng 1 năm 2000 là 27500 người. Trung tâm của huyện đóng ở Kizilyurt.